# 热水塘街道
热水塘街道，是中华人民共和国内蒙古自治区赤峰市克什克腾旗下辖的一个街道办事处。位于克什克腾旗东北部，是克什克腾旗重要的旅游集散地和克什克腾世界地质公园九大园区之一。

## 地理情况
2020年，中华人民共和国国家统计局网站显示下辖社区为“热水塘温泉疗养旅游开发区直属虚拟社区”。
克什克腾旗人民政府网站的简介显示，热水塘街道“总控制面积6平方公里，建成区面积2.4平方公里，辖1个社区、3个村民组，常住人口441户、2100人”。